# Скотт, Жорж Бертен
Жорж Бертен Скотт (фр. Georges Bertin Scott; 1873—1943) — французский  художник, военный корреспондент и иллюстратор французского журнала L’Illustration в начале XX века.

## Работы
Известен своими картинами, освещающими Балканские войны и Первую мировую войну. Он также освещал и иллюстрировал сцены Гражданской войны в Испании и начало Второй мировой войны. Одна из его больших работ, изображающая греческого короля Константина во время Балканских войн, вывешена в главном входе в бывший королевский, ныне Президентский, дворец в Афинах.
Работы художника вывешены также в старом здании Парламента эллинов, ныне Национальном историческом музее Афин.

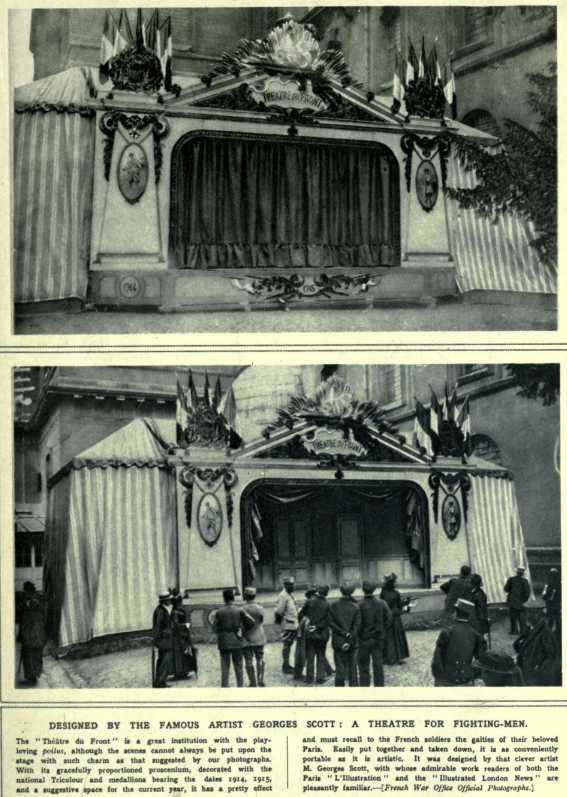
Фронтовой театр Жоржа Скотта в 1916 году (Illustrated War News)
Жорж Бертен Скотт. «Сражение в Кресненском ущелье», Национальный исторический музей, Афины
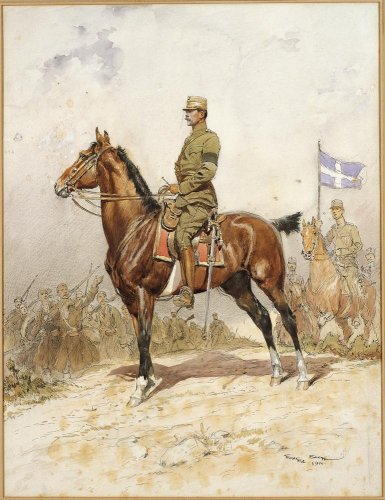
Жорж Бертен Скотт. «Греческий король Константин в Балканские войны»